# Lophocalyx philippinensis
Lophocalyx philippinensis är en svampdjursart som först beskrevs av Gray 1872.  Lophocalyx philippinensis ingår i släktet Lophocalyx och familjen Rossellidae. Inga underarter finns listade i Catalogue of Life.